# Missaglia
Missaglia es una localidad y comune italiana de la provincia de Lecco, región de Lombardía, con 8.487 habitantes.

## Evolución demográfica
| Gráfica de evolución demográfica de Missaglia entre 1861 y 2001 |
|                                                                 |
| Fuente ISTAT - elaboración gráfica de Wikipedia                 |